# Jean Scohy
Jean Scohy, né le 27 janvier 1824 à Lyon et mort dans la même ville le 19 février 1897 , est un peintre et homme politique français.

## Biographie
Issu d'une famille de soyeux d'origine belge, Jean Scohy est le fils d'un conducteur de diligence. En 1838, il est admis comme élève à l'École des beaux-arts de Lyon où il est élève de Claude Bonnefond. Jean Scohy a peint des fresques mythologiques et religieuses, mais est surtout réputé et actif comme portraitiste.
Il est le maire de Villette-sur-Ain de 1870 à début 1874, conseiller de canton et conseiller d'arrondissement à Lyon pour le quartier de La Guillotière.

## Œuvres
- Bourg-en-Bresse, basilique du Sacré-Cœur : Crucifixion.
- Lyon, musée des Beaux-Arts : Femme blonde, 1882.
- Villette-sur-Ain, église Saint-Martin : L'Annonciation, La Nativité, La Samaritaine, La Descente de la croix, La Résurrection, 1878[4].

## Salon de Lyon
- 1857 : La Rieuse.
- 1870 : La Femme et la fille du peintre dans le jardin de Villette, 1869.